# Neutronium
Neutronium (nogle gange forkortet til neutrium, også omtalt som neutrit) er et hypotetisk stof, der udelukkende består af neutroner.
Ordet blev opfundet af videnskabsmanden Andreas von Antropoff i 1926 (før opdagelsen af neutronen i 1932) for det hypotetiske "element med atomnummer nul" (med nul protoner i sin kerne), som han placerede i spidsen af det periodiske system (betegnet af - eller Nu).
Men betydningen af begrebet har ændret sig over tid, og fra sidste halvdel af det 20. århundrede og frem er det også blevet brugt til at henvise til ekstremt tætte stoffer, der ligner det neutrondegenererede stof, der teoretiseres til at eksistere i neutronstjernernes kerner; herefter vil "degenereret neutronium" referere til dette.

## Yderligere læsning
- Glendenning, N. K. (2000). Compact Stars: Nuclear Physics, Particle Physics, and General Relativity (2nd udgave). Springer. ISBN 978-0-387-98977-8.